# وزارة الشؤون الاجتماعية (ليبيا)
وزارة الشؤون الاجتماعية في ليبيا أو وزارة الشؤون الاجتماعية الليبية هي وزارة تعمل على وضع الخطط والبرامج اللازمة لتنفيذ السياسة العامة في مجال الشؤون الاجتماعية لضمان استقرار المجتمع الليبي والمحافظة على نسيجه وهي وزارة تابعة لحكومة الوحدة الوطنية الليبية ومقرها الرئيسي في العاصمة الليبية طرابلس.

## أعمال الوزارة
تعمل الوزارة على تقديم أوجه الرعاية الاجتماعية والصحية والنفسية للعجزة والمسنين ورعاية وتوجيه الأحداث الجانحين، وتعمل على مباشرة الإجراءات المتعلقة بتربيتهم وتوجيههم.
تقوم الوزارة بتنظيم إجراءات زواج الليبيين والليبيات من غير الليبيين وفقا للتشريعات النافذة.
وتعمل الوزارة على متابعة أوضاع أبناء الليبيين المقيمين خارج ليبيا مع أمهاتهم غير الليبيات بالإضافة إلى عدد من المهام والاختصاصات الأخرى.

## الجهات التابعة للوزارة
صندوق الضمان الاجتماعـي.
الهيئة العامة لصندوق التضامن الاجتماعي.
صندوق دعم الزواج.
مركز المعلومات والتوثيق القطاعي.
مركز الدراسات الاجتماعي.
مركز تأهيل وإعادة تأهيل ذوي الإعاقة بنغـازي.
مركز تأهيل وإعادة تأهيل ذوي الإعاقة جنزور.
مركز شهداء سواني بن آدم لتأهيل وإعادة تأهيل ذوي الإعاقة.
مركز جالو لتأهيل حالات العلاج الطبيعي.
مركز الرعاية الاجتماعية والتأهيل الشامل لذوي الإعاقة الزنتان.
مركز تنمية إبداعات الطفل.
المركز الوطني لأبحاث الإعاقة.
مراكز التمكين الاجتماعي والاقتصادي للأسرة.
مراكز الدراسات النفسية والدعم الاجتماعي.
دار الوفاء لرعاية العجزة والمسنين.
مجمعات الرعاية الاجتماعية في كل من مدن (المرج وطبرق وسلوق والرجبان وطبقة وبراك ومرزق).
اللجنة العليا لرعاية للطفـولـة.
اللجنة الوطنية لرعاية المسنيـن.
اللجنة الوطنية لرعاية المعاقين.
دار البراعم للطفل والفنـون.
فروع الشؤون الاجتماعية.

## الإدارات والمكاتب التابعة للوزارة
إدارة الشؤون الإدارية والماليـة.
إدارة الموارد البشريـة.
إدارة تنمية الاسرة والمـرأة.
إدارة شؤون العجزة والمسنين وذوي الإعاقة.
إدارة المشروعـات.
إدارة متابـعـة شـؤون الفـروع.
مكتب الوزيــر.
مكتب الخبراء.
مكتب الشؤون القانونيـة.
مكتب التخطيـط والدراسـات.
مكتب المراجعة الداخليـة.
مكتب التعاون الفنـي.
مكتب الإعلام.
مـكتب دعم وتمـكين المـرأة.
مكتب نظم المعلومـات.
مكتب الشؤون الإنسانية والمساعدات.
مكتب التفتيش والمتابعـة.
مكتب شؤون الوكلاء.